# Los Angeles Film Critics Association Award al miglior regista
Il Los Angeles Film Critics Association Award al miglior regista (Los Angeles Film Critics Association Award for Best Director) è un premio assegnato annualmente dal 1975 dai membri del Los Angeles Film Critics Association al migliore regista di una pellicola distribuita negli Stati Uniti nel corso dell'anno.

## Albo d'oro

### Anni 1970
- 1975: Sidney Lumet - Quel pomeriggio di un giorno da cani (Dog Day Afternoon)
- 1976: Sidney Lumet - Quinto potere (Network)
- 1977: Herbert Ross - Due vite, una svolta (The Turning Point)
- 1978: Michael Cimino - Il cacciatore (The Deer Hunter)
- 1979: Robert Benton - Kramer contro Kramer (Kramer vs. Kramer)

### Anni 1980
- 1980: Roman Polański - Tess
- 1981: Warren Beatty - Reds
- 1982: Steven Spielberg -  E.T. l'extra-terrestre (E.T. the Extra-Terrestrial)
- 1983: James L. Brooks - Voglia di tenerezza (Terms of Endearment)
- 1984: Miloš Forman - Amadeus (Amadeus)
- 1985: Terry Gilliam - Brazil
- 1986: David Lynch - Velluto blu (Blue Velvet)
- 1987: John Boorman - Anni '40 (Hope and Glory)
- 1988: David Cronenberg - Inseparabili (Dead Ringers)
- 1989: Spike Lee - Fa' la cosa giusta (Do the Right Thing)

### Anni 1990
- 1990: Martin Scorsese - Quei bravi ragazzi (Goodfellas)
- 1991: Barry Levinson - Bugsy (Bugsy)
- 1992: Clint Eastwood - Gli spietati (Unforgiven)
- 1993: Jane Campion - Lezioni di piano (The Piano)
- 1994: Quentin Tarantino - Pulp Fiction (Pulp Fiction)
- 1995: Mike Figgis - Via da Las Vegas (Leaving Las Vegas)
- 1996: Mike Leigh - Segreti e bugie (Secrets & Lies)
- 1997: Curtis Hanson - L.A. Confidential (L.A. Confidential)
- 1998: Steven Spielberg - Salvate il soldato Ryan (Saving Private Ryan)
- 1999: Sam Mendes - American Beauty

### Anni 2000
- 2000: Steven Soderbergh - Erin Brockovich - Forte come la verità (Erin Brockovich) e Traffic
- 2001: David Lynch - Mulholland Drive (Mulholland Dr.)
- 2002: Pedro Almodóvar - Parla con lei (Hable con ella)
- 2003: Peter Jackson - Il Signore degli Anelli - Il ritorno del re (The Lord of the Rings: The Return of the King)
- 2004: Alexander Payne - Sideways - In viaggio con Jack (Sideways)
- 2005: Ang Lee - I segreti di Brokeback Mountain (Brokeback Mountain)
- 2006: Paul Greengrass - United 93
- 2007: Paul Thomas Anderson - Il petroliere (There Will Be Blood)
- 2008: Danny Boyle - The Millionaire (Slumdog Millionaire)
- 2009: Kathryn Bigelow - The Hurt Locker

### Anni 2010
- 2010:
  - Olivier Assayas - Carlos
  - David Fincher - The Social Network
- 2011: Terrence Malick - The Tree of Life
- 2012: Paul Thomas Anderson - The Master
- 2013: Alfonso Cuarón - Gravity
- 2014: Richard Linklater - Boyhood
- 2015: George Miller - Mad Max: Fury Road
- 2016: Barry Jenkins - Moonlight
- 2017:
  - Guillermo del Toro - La forma dell'acqua - The Shape of Water (The Shape of Water)
  - Luca Guadagnino - Chiamami col tuo nome (Call Me by Your Name)
- 2018: Debra Granik - Senza lasciare traccia (Leave No Trace)[1][2]
- 2019: Bong Joon-ho - Parasite (Ginsaenchung)[3]

### Anni 2020
- 2020: Chloé Zhao - Nomadland[4]
- 2021: Jane Campion - Il potere del cane (The Power of the Dog)[5]